# 주오사카·고베 미국 총영사관
주오사카·고베 미국 총영사관(영어: Consulate General of the United States in Osaka-Kobe, U.S. Consulate General Osaka-Kobe, 일본어: 駐大阪・神戸米国総領事館)은 미국이 일본 오사카부 오사카시에 설치한 총영사관이다. 총영사는 리처드 메이 주니어이다. 그러나 과거에는 효고현 고베시에 설치된 약력이 있기 때문에, 총영사관의 명칭 역시 고베가 별도로 병기되어 있다. 총영사관 내에 마련된 홍보 전담 부문에는 간사이 아메리칸 센터(関西アメリカンセンター, Kansai American Center, KAC)가 별도로 위치한다.

## 역사
미국은 일본 막말 시대였던 1867년에 고베시에 영사관을 개설했다. 일본 제국 말엽이던 1940년대에 들어, 제2차 세계 대전과 함께 태평양 전쟁이 발발함에 따라 주고베 미국 영사관이 잠시 폐쇄되었다가, 일본이 국제 사회로 되돌아온 뒤인 1953년에 운영을 재개했다. 1961년에는 주고베 미국 영사관이 총영사관으로 승격되었다. 1987년에 고베시에 위치했던 미국 총영사관이 오사카시로 이전하면서, 명칭 역시 주오사카·고베 미국 총영사관으로 개칭되어 오늘에 이른다.

## 관할 구역
관할 구역은 긴키 지방, 호쿠리쿠 지방, 주고쿠 지방, 시코쿠 지방 등으로 구성되며, 대한민국의 실효 지배 상태에 있는 독도는 당연히 제외된다.

## 소재지
- 〒530-8543 오사카부 오사카시 기타구 니시텐마(일본어판) 2-11-5[6]
- 영어 주소 : 2-11-5, Nishitenma, Kita-ku, Osaka 530-8543[7]

## 같이 보기

### 일반 주제
- 주일본 미국 대사관
- 미국 총영사관 파이프탄 발사 사건
- 미국-일본 관계

### 일본에 설치된 다른 미국 영사관들
- 주삿포로 미국 총영사관
- 주오키나와 미국 총영사관
- 주나고야 미국 영사관
- 주후쿠오카 미국 영사관

### 기타 주변 국가에 설치된 미국 영사관들
- 주부산 미국 영사관
- 주상하이 미국 총영사관(영어판)
- 주광저우 미국 총영사관(영어판)
- 주선양 미국 총영사관(영어판)
- 주우한 미국 총영사관(영어판)
- 주청두 미국 총영사관 (폐쇄)
- 주홍콩·마카오 미국 총영사관(영어판)
- 주호찌민시 미국 총영사관(영어판)
- 주블라디보스토크 미국 총영사관